# ハムザ (ウズベキスタン)
ハムザ (ラテン文字:Xamza, Hamza, Khamza、ウズベク語: Xamza / Хамза、ロシア語: Хамза) はウズベキスタン・フェルガナ州の都市である。州都のフェルガナからは西に約25kmの地点に位置する。2012年の人口は15,016人となっている。

## 概要
1974年に都市として設立された。都市名はウズベキスタンの作曲家であり民族詩人のハムザ・ニヤージー より採られている。
街の主な産業は精油事業である。また、街のサッカークラブとしてFKネフチ・ハムザがウズベク・リーグ2部に参加している。
街にはコーカンドとフェルガナを結ぶウズベキスタン鉄道の駅がある。